# Козырев, Александр Иванович
Александр Иванович Козырев (род. 30 декабря 1949 года в Москве, РСФСР, СССР) — российский учёный, экономист, политический деятель, депутат Государственной Думы ФС РФ первого созыва (1993—1995) и второго созыва (1995—1999), доктор экономических наук, академик Академии экономических наук и предпринимательской деятельности России, автор около 100 опубликованных научных и учебно-методических работ, в том числе и монографий.

## Биография
В 1971 году получил высшее образование по специальности «экономист» в Московском институте народного хозяйства им. Г. В. Плеханова, там же с 1971 по 1975 год учился в аспирантуре. В 1975 году защитил диссертацию на соискание учёной степени кандидата экономических наук по теме «Основные исторические предпосылки современного экономического прогнозирования в СССР». С 1976 по 1992 год работал в Московском институте народного хозяйства (с 1991 года — Российская экономическая академия имени Г. В. Плеханова) ассистентом, старшим преподавателем, старшим научным сотрудником, доцентом, профессором.
В 1993 году был избран депутатом Государственной думы Федерального Собрания Российской Федерации первого созыва. В Государственной думе был заместителем председателя Комитета по делам Федерации и региональной политике, входил во фракцию Либерально-демократической партии России.
В 1995 году избран депутатом Государственной думы Федерального Собрания Российской Федерации второго созыва. В Государственной думе был заместителем председателя Комитета по международным делам, не входил в депутатские объединения.